# Machozetus
Machozetus is een geslacht van kevers uit de familie van de loopkevers (Carabidae). De wetenschappelijke naam van het geslacht is voor het eerst geldig gepubliceerd in 1850 door Chaudoir.

## Soorten
Het geslacht Machozetus omvat de volgende soorten:
- Machozetus concinnus C.A. Daohrn, 1885
- Machozetus lehmanni Menetries, 1848